# Peng Ming-min

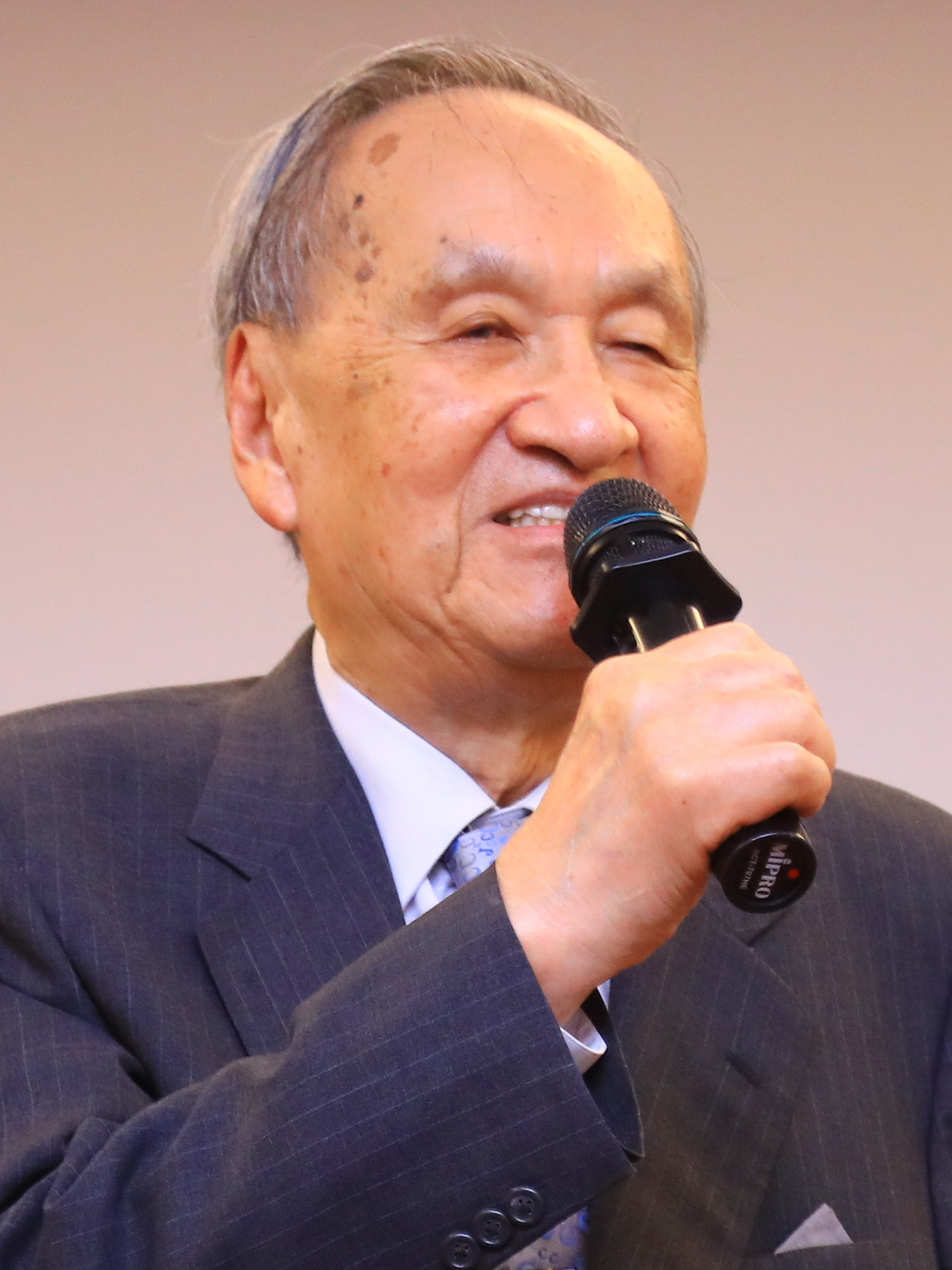
Peng Ming-min (2017)

Peng Ming-min (chinesisch: 彭明敏 Péng Míngmǐn; taiwanisch: Phêⁿ Bêng-bín; * 15. August 1923 in Dajia (Taichung); † 8. April 2022 in Beitou) war ein taiwanischer Hochschullehrer, Dissident, Politiker und Vertreter der Taiwanischen Unabhängigkeitsbewegung. Als Kandidat der Oppositionspartei DPP nahm er an der ersten freien Präsidentenwahl Taiwans im Jahr 1996 teil.

## Jugend und Studium
Peng Ming-min wurde 1923 zur Zeit der japanischen Herrschaft über Taiwan in Dajia (Taichung) in eine presbyterianische Familie geboren. Sein Vater war Arzt. 1931 zog die Familie nach Japan, wo der Vater sein Medizinstudium fortsetzte und Peng Ming-min die Grundschule besuchte. 1935 kehrte die Familie nach Taiwan zurück und Vater Peng eröffnete eine Klinik in Kaohsiung, wo Peng Ming-min nun die Mittelschule besuchte. Zu jener Zeit war der Besuch der Sekundarstufe noch mehrheitlich japanischen Schülern vorbehalten, nur etwa ein Viertel der Schüler in Pengs Klasse waren Taiwaner.
1939 ging er erneut nach Japan, wo er im Haus seiner Schwester lebte und die Oberschule besuchte. Ab 1942 studierte Peng Rechtswissenschaft und Politikwissenschaft an der Kaiserlichen Universität Tokio (heute Universität Tokio). Im Zweiten Weltkrieg war er als Taiwaner von der Pflicht zum Kriegsdienst befreit. Gegen Kriegsende verlor Peng bei einem Luftangriff seinen linken Arm. Während er sich im Haus seines Bruders in Nagasaki erholte, wurde er Zeuge des Atombombenabwurfs auf diese Stadt.
Nach dem Krieg wurde Taiwan an die von der Kuomintang regierte Republik China übergeben. Peng kehrte auf die Insel zurück, wo er ein Studium der Rechtswissenschaft an der Nationaluniversität Taiwan in Taipeh begann. Die Unruhen im Zuge des Zwischenfalls vom 28. Februar 1947, während derer zahlreiche Taiwaner mit Verbindungen zu Japan ermordet wurden, überstand Peng unbeschadet, obwohl sein Vater, damals Vorsitzender des Stadtrats von Kaohsiung, kurzzeitig verhaftet wurde und auch Peng Ming-mins Name auf den Schwarzen Listen der Behörden stand.
Nachdem die Kuomintang im Chinesischen Bürgerkrieg der Kommunistischen Partei unterlegen war, zog sie sich nach Taiwan zurück, setzte dort die Republik China diktatorisch fort und propagierte das Ziel der Rückeroberung des Festlands. Sie sah sich weiterhin als einzige legitime Vertreterin Chinas und wurde als solche noch bis in die 1970er Jahre hinein von einem Großteil der internationalen Gemeinschaft und den Vereinten Nationen anerkannt.
Peng arbeitete nach dem Bachelor-Abschluss in einer Bank und heiratete (1949). Danach absolvierte er ein Masterstudium am Institut für Luftfahrtrecht und Weltraumrecht der McGill University in Montreal (Kanada, 1953 abgeschlossen) und dann ein Doktorstudium im Fach Rechtswissenschaft an der Universität von Paris, das er 1954 abschließen konnte. Seit seinem Studium veröffentlichte er regelmäßig Aufsätze zum Thema Luftfahrtrecht.

## Politische Betätigung

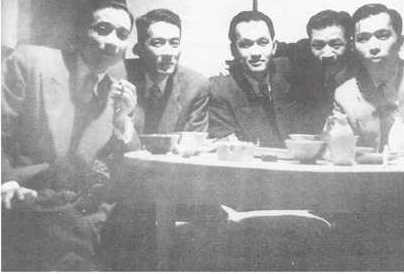
Peng Ming-min (Mitte) mit Kollegen an der Nationaluniversität Taiwan (1954)

Peng kehrte 1954 nach Taiwan zurück und wurde Dozent sowie 1957 Full Professor an der Abteilung für Politikwissenschaft der Nationaluniversität Taiwan. 1960 wurde er als Gastprofessor in das Nationale Komitee für Wissenschaft und Technologie (中華民國國家科學及技術委員會) berufen. Von 1961 bis 1962 stand er seiner Abteilung an der Universität als Leiter vor. Seine Lehrveranstaltungen zum Thema Völkerrecht erfreuten sich besonderer Beliebtheit. In dieser Zeit befreundete er sich mit Lee Teng-hui, der ebenfalls in Japan studiert hatte und gegen den Peng Jahrzehnte später bei der Präsidentenwahl 1996 antreten sollte.
Als jüngster Abteilungsleiter der Nationaluniversität Taiwan und aufgrund seiner Auslandserfahrung und Fremdsprachenkenntnisse zog Peng die Aufmerksamkeit Chiang Kai-sheks und anderer Kuomintang-Führer auf sich. Chiang ernannte Peng zu einem Berater der Vertretung der Republik China (Taiwan) bei den Vereinten Nationen in New York. In einer Zeit, in der der Großteil der Positionen im politischen Bereich von Festlandchinesen dominiert wurde, war Pengs Berufung als gebürtiger Taiwaner bemerkenswert.
Peng, der schon vorher Zweifel an der Rechtmäßigkeit der Kuomintang-Diktatur gehegt hatte, wurde durch die Zeit in New York entscheidend politisiert. Anhänger der Taiwanischen Unabhängigkeitsbewegung (die einen souveränen Staat Taiwan anstelle der Republik China anstrebt) traten an ihn heran und versuchten, ihn zu Aktionen im Umfeld der Vereinen Nationen zu bewegen, was Peng ablehnte. Nach eigenen Angaben führte Peng seither ein Doppelleben, indem er äußerlich mit dem Regime in Taiwan zusammenarbeitete und innerlich Visionen für die Demokratisierung Taiwans entwickelte.
Zurück in Taiwan wurde Peng von Regierungsvertretern darüber befragt, was er über taiwanische Dissidenten in den USA wisse. Er wurde von Chiang Kai-shek empfangen und ihm wurde der Eintritt in die Kuomintang nahegelegt. Peng lehnte die Annäherungsversuche vorsichtig ab. 1963 wurde er, obwohl schon vierzig Jahre alt, von der neu gegründeten taiwanischen Einheit der Junior Chamber International als einer von Zehn herausragenden jungen Leuten der Republik China (中華民國十大傑出青年) ausgezeichnet.

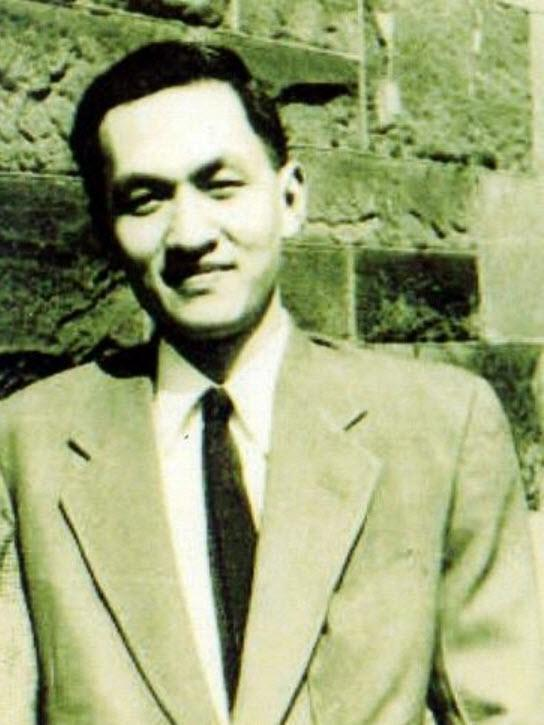
Peng zwischen 1957 und 1961

Peng Ming-min unterhielt zunehmend Kontakt zu Anhängern der Demokratisierung und Unabhängigkeit Taiwans. Zusammen mit seinem Kollegen Hsieh Tsung-min und dem Studenten Wei Ting-chao verfasste er ein Manifest der Bewegung zur Selbstrettung des taiwanischen Volkes (台灣自救運動宣言). Der Text geht von der Prämisse aus, dass die Existenz „eines Chinas“ und „eines Taiwans“ längst eine unerschütterliche Tatsache und international anerkannte Tatsache sei. Das von der Kuomintang propagierte Ziel der Rückeroberung des Festlands sei unmöglich zu erreichen und führe nur zu einer unnötigen Militarisierung der Gesellschaft. Das Regime Chiang Kai-sheks sei nicht durch das Volk legitimiert und habe kein Recht, für das Volk zu sprechen. Das Regime müsse beseitigt und ein neuer Staat Taiwan gegründet werden. Die Verfasser formulierten drei Ziele:

„1. Eingeständnis, dass die Rückeroberung des Festlands völlig unmöglich ist; Sturz des Chiang-Regimes; Vereinigung der Kraft von zwölf Millionen Menschen, unabhängig aus welcher Provinz; aufrichtige Zusammenarbeit; Gründung eines neuen Staats; Errichtung einer neuen Regierung.“

„2. Änderung der Verfassung, Garantie der grundlegenden Menschenrechte; Einrichtung einer dem Parlament verantwortlichen funktionsfähigen Regierung; Einführung echter Demokratie.“

„3. Als Teil der freien Welt Wiedereintritt in die Vereinten Nationen; Aufnahme diplomatischer Beziehungen zu allen friedliebenden Ländern, um mit ihnen gemeinsam für den Weltfrieden zu arbeiten.“

Während Peng, Hsieh und Wei mit der Verbreitung des Manifests begannen, wurden sie entdeckt und am 20. September 1964 verhaftet. Nach einigen Monaten im Gefängnis wurden sie vor einem Militärgericht wegen Anstiftung zum Aufruhr angeklagt und Peng zu acht Jahren Haftstrafe verurteilt. Pengs Verbindungen zum Ausland verschafften ihm jedoch internationale Aufmerksamkeit, u. a. durch Amnesty International und die Internationale Juristenkommission, sodass er nach 14 Monaten entlassen und seine Strafe in lebenslangen Hausarrest umgewandelt wurde. Ein Angebot seitens der Regierung, Peng eine Stelle am Institut für internationale Beziehungen der Chengchi-Nationaluniversität (damals eine Hochschule zur Ausbildung von Kuomintang-Eliten) zu verschaffen, lehnte Peng ab.
Pengs Manifest entfaltete im Untergrund und unter Taiwanern im Ausland Wirkung, wurde von der Vereinigung Taiwaner in den USA für die Unabhängigkeit (全美臺灣獨立聯盟, englisch: United Formosans in America for Independence, UFAI) ins Englische übersetzt und am 20. November 1966 in der New York Times veröffentlicht.
1968 äußerte die University of Michigan Interesse an einer Anstellung Pengs, doch die Regierung verweigerte ihm die Ausreise.

## Exil
Mithilfe von Freunden und der schwedischen Sektion von Amnesty International, die ihm einen falschen Reisepass verschafften, gelang es Peng im Januar 1970, nach Hongkong zu entkommen, von wo er nach Schweden weiterreiste. Hier erhielt er politisches Asyl, doch noch im selben Jahr flog er in die Vereinigten Staaten und nahm, wie schon zwei Jahre zuvor geplant, eine Stelle am Zentrum für Chinastudien der University of Michigan an.
Peng schrieb seine Erinnerungen und die Geschichte seiner Flucht nieder und veröffentlichte sie unter dem Titel A Taste of Freedom 1972 in New York, eine chinesische Übersetzung folgte. Er wurde eine führende Figur unter Exiltaiwanern und war von 1972 bis 1973 Vorsitzender der Taiwanischen Union für Unabhängigkeit und Staatsgründung (台灣獨立建國聯盟, englisch: World United Formosans for Independence, WUFI). 1982 gründete er mit Gleichgesinnten den Formosa Verein für Öffentlichkeitsarbeit (台灣人公共事務會, englisch: Formosan Association for Public Affairs, FAPA) mit dem Ziel der weltweiten Unterstützung der Souveränität Taiwans durch Öffentlichkeitsarbeit und politische Kommunikation. Von 1986 bis 1989 stand er dem Verein als Vorsitzender vor.

## Rückkehr nach Taiwan
Nach dem Tod Chiang Ching-kuos im Jahr 1988 wurde Lee Teng-hui Präsident Taiwans und leitete politische Reformen ein. Im Jahr 1992 wurde der Artikel 100 des Strafgesetzbuchs geändert. Die Forderung nach Taiwanischer Unabhängigkeit (Gründung eines souveränen taiwanischen Staats anstelle der Republik China (Taiwan)) wurde fortan nicht mehr als Anstiftung zum Aufruhr unter Strafe gestellt. Politische Gefangene erhielten Amnestie, Exilanten wurde die Heimkehr gestattet.
Am 1. November 1992 kehrte Peng nach 22 Jahren im Exil nach Taiwan zurück. Am Flughafen Taiwan Taoyuan, damals Chiang-Kai-shek-Flughafen, wurde er von über 1.000 Sympathisanten begrüßt. In den folgenden Jahren engagierte er sich bei Lokalwahlen für verschiedene Kandidaten der oppositionellen Demokratischen Fortschrittspartei. 1993 unterstützte er Chen Shui-bian, den späteren Präsidenten Taiwans, im Bürgermeisterwahlkampf von Taipeh.
Im Februar 1995 trat Peng mit der Absicht, im folgenden Jahr bei der Präsidentenwahl anzutreten, in die DPP ein. Peng, der sich kompromisslos für einen Staat Taiwan aussprach, setzte sich in der innerparteilichen Abstimmung gegen gemäßigtere Mitbewerber durch und wurde als Kandidat für die erste freie und demokratische Präsidentenwahl in der Republik China (Taiwan) 1996 nominiert. Peng trat auch im Wahlkampf entschieden für die Taiwanische Unabhängigkeit ein, während Amtsinhaber Lee Teng-hui die pragmatische Fortführung des aktuellen Staatsgebildes befürwortete. Bei der Wahl, die von massiven Manövern der chinesischen Volksbefreiungsarmee zwecks Einschüchterung der Wähler überschattet war (Dritte Taiwanstraßenkrise), erhielt Peng 21,1 % der Stimmen und musste sich Lee (54 %) geschlagen geben.
Nach ihrer Wahlniederlage änderte die DPP ihren Kurs, rückte von der Forderung nach schnellstmöglicher Unabhängigkeit Taiwans ab und vertrat pragmatischere Positionen. Aus Enttäuschung darüber verließ Peng 1997 die Partei und engagierte sich fortan für verschiedene Unabhängigkeitsbewegungen, von denen jedoch keine nationale Bedeutung erlangte. Im Jahr 2000 wurde er vom ersten DPP-Präsidenten Chen Shui-bian zum Berater ernannt und war als solcher bis Mai 2008 tätig.
In späteren Jahren widmete sich Peng verstärkt der nach ihm benannten 1994 gegründeten Peng-Ming-min-Stiftung zur Förderung von Kultur, Bildung und Wissenschaft. Er starb am 8. April 2022 im Alter von 98 Jahren und wurde auf dem Friedhof der Presbyterianischen Kirche von Yancheng (Kaohsiung) bestattet.

## Bedeutung
Peng Ming-mins Manifest der Bewegung zur Selbstrettung Taiwans war ein bahnbrechender Text der Taiwanischen Unabhängigkeitsbewegung. In den Jahren seines Exils war er eine Identifikationsfigur der taiwanischen Demokratie- und Unabhängigkeitsbewegung im Ausland. Seine Rückkehr nach Taiwan und seine Kandidatur bei der Präsidentenwahl 1996 erregten im In- und Ausland große Aufmerksamkeit. Seine kompromisslose Forderung nach einer Erklärung der taiwanischen Unabhängigkeit wird von seiner damaligen Partei DPP aktuell nicht mehr vertreten, da Taiwan unter dem Namen Republik China bereits unabhängig sei und ein solcher Schritt wahrscheinlich einen Angriff durch die Volksrepublik China nach sich ziehen würde (siehe Taiwan-Konflikt).

## Texte von Peng Ming-min
- A Taste of Freedom (abgerufen am 3. September 2024). Ursprünglich veröffentlicht 1972 bei Holt, Rinehart and Winston in New York
- Manifest der Bewegung zur Selbstrettung Taiwans (1964). Original: 台灣自救運動宣言 (abgerufen am 3. September 2024)
- Taiwan Belongs to No One. (New York Times, 4. März 1996; abgerufen am 3. September 2024)
- Der Geschmack der Freiheit (2009). Original: 彭明敏: 自由的滋味：彭明敏回憶錄。 台北: 玉山社。 ISBN 978-986-6789-47-2
- Lee Teng-hui und ich (31. Juli 2020). Original: 自由時報: 李登輝與我. (abgerufen am 3. September 2024)